# Anomiopus virescens
Anomiopus virescens е вид насекомо от семейство Листороги бръмбари (Scarabaeidae).

## Разпространение
Видът е разпространен в Боливия, Бразилия (Гояс, Еспирито Санто, Мато Гросо, Мато Гросо до Сул, Минас Жерайс, Пара, Рондония и Сао Пауло) и Парагвай.